# 図研
株式会社図研（ずけん、英: ZUKEN INC.）は、神奈川県横浜市に本社を置く日本の電気系CAD・EDAベンダー。特にプリント基板を得意とする。東京証券取引所プライム市場上場。

## 沿革
- 1976年12月 - 株式会社図形処理技術研究所設立。
- 1985年6月 - 現社名に変更。
- 1987年6月 - 株式を店頭公開。
- 1991年10月 - 東京証券取引所2部上場。
- 1994年9月 - 東京証券取引所1部上場。
- 2008年6月 - エルミック・ウェスコム（2009年7月、図研エルミックに社名変更）と提携。

## 所在地
- 本社圏
  - 本社
    - 本社ビル 横浜市都筑区荏田東2-25-1
    - センター南ビル 横浜市都筑区茅ヶ崎中央32-11
    - 新横浜ビル 横浜市港北区新横浜3-1-1

  - 中央研究所 横浜市都筑区荏田東2-25-1
- 支社 2か所（関西・名古屋）
- 海外事務所 4か所（米国・北京・上海・深圳）
- 海外拠点 15か所

## 主な製品
- PLM Solution 製品情報

Enterprise PLM PreSight（プリサイト） - 全社共通システム
- visual BOM - 3D統合BOM管理システム
- BOM Producer - 統合BOM管理システム
- Project Conductor - 製品開発プロジェクト管理

- 電気PDM Solution

DS-2（ディーエスツー）
- Electrical - 電気CADデータ管理（エレキPDM）
- Manufacturing - 製造準備管理システム（NPI）
- Fild Service - 保守メンテナンス作業効率化システム

- 電気CADシステム製品情報
  - CR-5500 - （EDA新統合パッケージ・ソフトウェア）
  - Design Gateway （システムレベル回路設計システム）
  - CR-5000 System Designer （回路設計システム）
  - CR-5000 Lightning （高速回路設計環境）
  - Circuit DR Navi （デザインレビューシステム）
  - CR-5000 Board Designer （ボードレイアウトシステム）
  - CR-5000 Board Producer （製造データ設計システム）
  - EMCアドバイザ （EMC設計検証システム）
  - Package Synthesizer （パッケージ設計システム）
  - CAI (CR-ADS Integration) （BaseBand/RF統合設計ソリューション）
  - RioMagic （LSI/パッケージ同時最適化設計ツール）
  - Concurrent PCB Design （同時並行設計システム）
  - DFM Center （製造設計/製造性検証システム）
  - CR-5000 PWS （プリント基板CAD/CAMシステム）
  - BoardModeler （エレメカ協調設計ソリューション）
  - V54EE （エレクトロニクス業界に特化したメカニカル設計CAD）
  - CR-5000 Cabling Designer （3次元メカ設計と協調した電子回路/ワイヤハーネス設計ソリューション）